# ゴマモンガラ
ゴマモンガラ（学名：Balistoides viridescens）は、モンガラカワハギ科に分類される魚類の一種。インド太平洋に広く分布する。

## 名称
英名はギリシア・ローマ神話のタイタンに由来し、その巨大さから名付けられたものである。和名のゴマモンガラはゴマ様の斑点模様に由来する。かつては鰭の先端部が暗色であることから、ツマグロモンガラとも呼ばれた。日本における主要な生息地である沖縄県の方言では、あかじきらなー、かーはじゃー、ゆたーふくるばーと呼ばれる。

## 分布と生息地
紅海、東アフリカからインド洋を通って太平洋のオーストラリアやトゥアモトゥ諸島まで、インド太平洋の熱帯から亜熱帯海域に分布する。日本では神奈川県以南で見られる。沿岸付近の水深50m以下の場所に生息し、成魚は深いラグーンやサンゴ礁の外側の斜面で、幼魚はサンゴの間や岩礁で見られる。

## 形態
体長約75cmまで成長する大型の種。背鰭は3棘24-26軟条から、臀鰭は22-24軟条から成る。目の前は隆起しており、唇の周囲には鱗が無い。尾柄は平らで、側面に5列の小さな棘が並ぶ。

## 生態

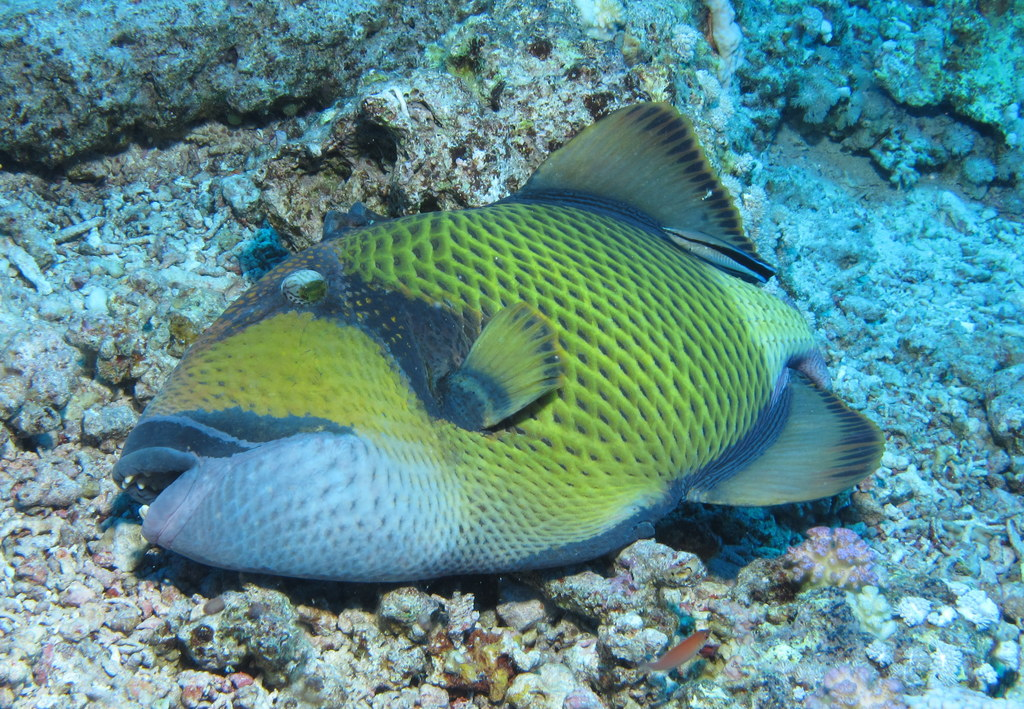
横になりホンソメワケベラのクリーニングを受けるゴマモンガラ

単独またはペアで生活する。食性は雑食で、甲殻類、貝類、ウニ、サンゴ等を食べる。繁殖形態は卵生で、春から夏にかけて、開けた海底にすり鉢状の巣を作って産卵し、雌が卵を保護する。普段は大人しいが、繁殖期に卵や縄張りを守るようになると非常に気性が荒くなり、自分より大きな相手でも躊躇なく突っ込んでくる。警戒すると背鰭棘を立て、横向きになる事もある。

## 人間との関係
浅いサンゴ礁などに生息するため、スノーケリングやダイビング時によく遭遇する。繁殖期に巣や縄張りに近づくと、こちらに向かって攻撃してくる事がある。歯は鋭く、噛まれると大きな傷を負うこともある。
肉は赤身の筋肉質で、食用になる。沖縄では一般的な食用魚として食卓に並ぶことも多いが、身にシガテラ毒を持つ場合がある。